# Нерва
Марк Кокце́й Не́рва (лат. Marcus Cocceius Nerva; 8 ноября 30 или 35 года, Нарния, Римская империя — 25 января 98 года, Рим, Римская империя), более известный как Нерва, — римский император с 18 сентября 96 года по 25 января 98 года, основатель династии Антонинов и первый из «пяти хороших императоров».
Нерва принадлежал к сенатской аристократии и сделал карьеру политика при Юлиях-Клавдиях и Флавиях. Он отличился при раскрытии заговора Пизона (65 год), был претором в 66 году, консулом в 71 и 90 годах. После убийства заговорщиками Домициана в 96 году был провозглашён императором. Восстановил права сената и правил, согласовывая с ним все свои действия. Правление Нервы продлилось всего шестнадцать месяцев; за это время Марк Кокцей смог благодаря экономии привести в порядок имперскую казну, начал раздачу земли беднейшим гражданам, создал алиментационный фонд для детей из бедных семей. Столкнувшись с недовольством военных, в 97 году он усыновил наместника Верхней Германии Марка Ульпия Траяна, сделав его своим соправителем и наследником верховной власти. Вскоре после этого Нерва скончался. С его правления в римской истории начинается эпоха адоптивной монархии.

## Биография

### Происхождение и ранние годы
Плебейский род Кокцеев стал частью римской аристократии довольно поздно — во времена Империи. Первые представители этой семьи предположительно жили в городе Нарни в Умбрии, расположенном в 85 километрах к северу от Рима. Двое братьев, старшего из которых звали либо Гай Кокцей Бальб, либо Луций Кокцей Нерва, а младшего — Марк Кокцей Нерва, сделали карьеру в окружении Августа и получили консульские посты на 39 и 36 годы до н. э. соответственно. Второй из них был прадедом императора Нервы. Сын консула 36 года до н. э., носивший то же имя, был консулом-суффектом в 22 году н. э., видным юристом и другом Тиберия; он покончил с собой в 33 году. Его сын, тоже юрист, был консулом-суффектом при Калигуле, в 40 году, и был женат на Сергии Плавтилле, дочери Гая Октавия Лената (консула-суффекта 33 года). В этом браке родились сын, будущий император Рима, и дочь, ставшая женой Луция Сальвия Отона Тициана.
В целом Кокцеи применительно к I веку н. э. характеризуются в источниках как «древний италийский род», но при этом не слишком знатный. Тем не менее, у императора Нервы было три поколения предков, получавших высшие римские магистратуры, и его семья принадлежала к числу самых уважаемых и влиятельных. Она была связана с Юлиями-Клавдиями не только узами дружбы, но и свойством: брат Сергии Плавтиллы был женат на Рубеллии Бассе, правнучке Тиберия. Судя по косвенным признакам, в какой-то момент род Кокцеев стал патрицианским. Дион Кассий называет его «благороднейшим».

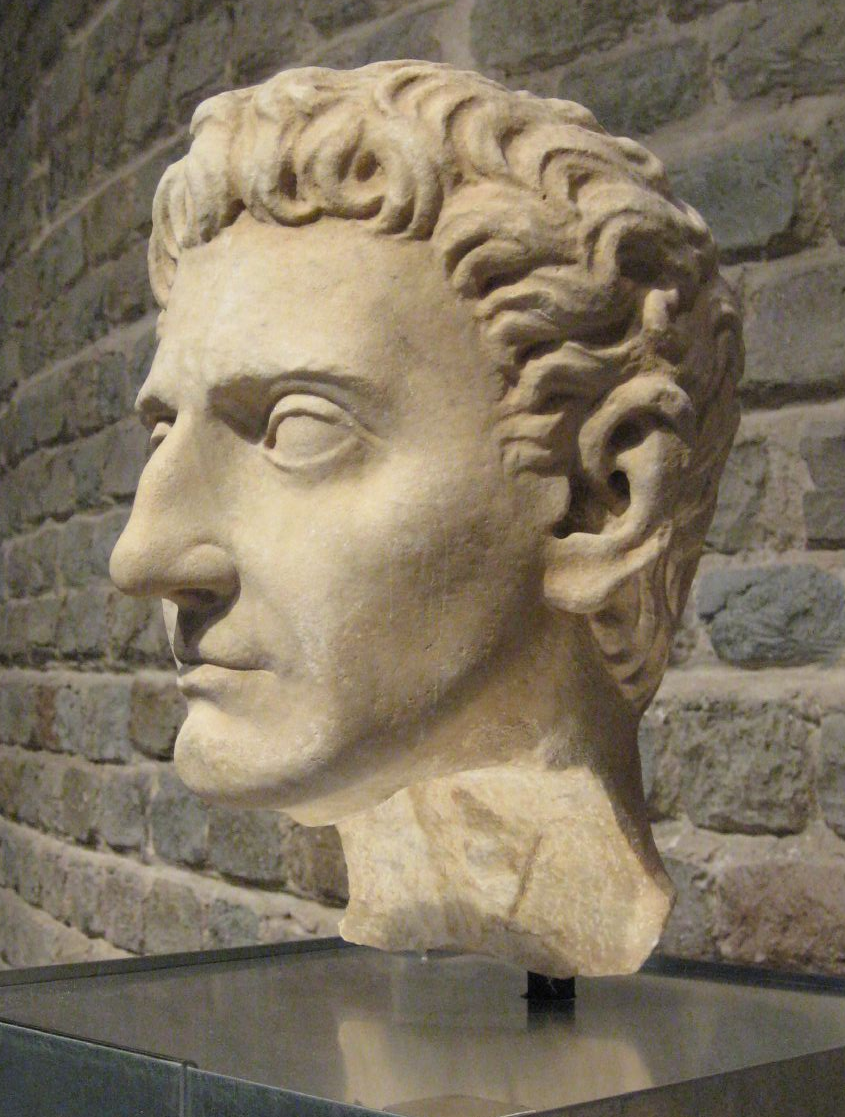
Бюст Нервы из Римско-германского музея в Кёльне

Марк Кокцей Нерва, более известный впоследствии только по когномену — Нерва, родился в Нарни, из-за чего в источниках получил эпитет Narniensis (из города Нарни). Благодаря надписям известен день его рождения — 8 ноября. Относительно года мнения расходятся. Античные авторы называют разные данные о возрасте Марка Кокцея на момент смерти, 25 января 98 года. У Псевдо-Аврелия Виктора это 63 года, у Евтропия — 72, у Диона Кассия — 65 лет, 10 месяцев и 10 дней. Тем не менее М. Грант пишет предположительно о 30 годе, а ряд других учёных склоняется к 35 году: эта дата, по их мнению, лучше соотносится с датой претуры Нервы.

### Карьера
О жизни Нервы до 65 года почти ничего не известно. Предположительно он начал карьеру, как это было принято у представителей сенатского сословия, с должности военного трибуна. Одна из надписей, обнаруженная в Сассоферрато, сообщает, что Марк Кокцей состоял в жреческой коллегии салиев и был городским квестором (quaestor urbanus); кроме того, он занимал должность префекта Латинских игр.
«Кротость души какова, таково красноречие Нервы,

Мощный, однако, талант скромностью связан его.

Мог бы он полным глотком осушать Пермесские воды,

Но предпочёл утолять сдержанно жажду свою,

На пиэрийском челе довольствуясь лёгким веночком

И не давая поднять славе своей паруса.

Но тем не менее он, как Тибулл современный, известен

Всем, кому по стихам ведом учёный Нерон».
В 65 году император Нерон, расправившись с участниками заговора Пизона, в числе которых были многие сенаторы и высокопоставленные военные, наградил трёх своих приближённых за помощь в разоблачении заговорщиков. Это были Гай Софоний Тигеллин, Публий Петроний Турпилиан и Марк Кокцей Нерва. Об их конкретных заслугах ничего не известно, но награда была экстраординарной. Так, Нерва получил триумфальные знаки отличия и статую на форуме, как если бы победил в большой войне; позже, решив, что этого недостаточно, Нерон приказал поставить изваяние Нервы ещё и в своём дворце на Палатине. Во время этих событий Марк Кокцей был претором-десигнатом, то есть в 66 году он, по-видимому, получил претуру. Примерно тогда же он стал членом ещё двух жреческих коллегий, авгуров и августалов, а также стал патроном одного из италийских городов — возможно, Сентина.
В эти годы Нерва считался другом императора — возможно, из-за своих стихов, которые нравились Нерону и которые дали Марциалу повод называть Марка Кокцея «Тибуллом нашего времени». Ещё одним другом Нервы был заслуженный военный, участник завоевания Британии Тит Флавий Веспасиан. Существует гипотеза, что он попросил Нерву опекать своего младшего сына Домициана, когда отправился на войну с иудеями в 67 году. Светоний передаёт слухи, согласно которым юный Домициан был любовником Марка Кокцея.

Римская империя в 69 году. Синим цветом показаны провинции, лояльные Веспасиану, а серым — Вителлию

Вскоре в Римской империи начался затяжной политический кризис. После мятежа ряда провинциальных наместников Нерону пришлось покончить с собой, что означало конец династии Юлиев-Клавдиев (июль 68 года). Верховная власть перешла к Сервию Сульпицию Гальбе, но тот в январе 69 года был убит преторианцами, провозгласившими императором Марка Сальвия Отона. Последний потерпел поражение в войне с наместником Верхней Германии Авлом Вителлием и тоже покончил с собой (апрель 69 года). Наконец, против Вителлия выступил Веспасиан. В декабре 69 года он одержал победу, и после этого ситуация постепенно стабилизировалась. Об участии Нервы во всех этих бурных событиях ничего не известно. Он находился в свойстве с Отоном (брат последнего Луций Сальвий Тициан был женат на его сестре); существует гипотеза, что на финальной стадии гражданской войны Марк Кокцей поддерживал Веспасиана. Именно наградой за поддержку мог стать консулат 71 года, который Нерва разделил с новым императором (в подавляющем большинстве случаев ординарными консулами в эти годы становились сам Веспасиан и его сыновья).
После 71 года имя Нервы опять исчезает из источников; возможно, он оставался в окружении Веспасиана и его преемников — Тита и Домициана. Следующее упоминание относится к 91 году, когда Марк Кокцей во второй раз стал консулом, причём опять с императором (Домицианом). Есть предположение, что и это назначение стало наградой за поддержку династии Флавиев — теперь во время мятежа наместника Верхней Германии Луция Антония Сатурнина в январе 89 года. Сатурнин провозгласил себя императором и получил поддержку германского племени хаттов, но был разбит в течение двадцати четырёх дней и казнён.
Флавий Филострат сообщает устами Аполлония Тианского, что Нерва был «отличным консулом», но в дальнейшем «так убоялся бремени государственных должностей, что совершенно отдалился от дел». По-видимому, он оставался предан Домициану; тем не менее в 93 году император обвинил Марка Кокцея в заговоре и только благодаря заступничеству ряда сенаторов не казнил его, а только сослал на время в Тарент. Основанием для обвинения стал, по словам Диона Кассия, гороскоп, согласно которому Нерве было суждено получить власть над империей.

### Приход к власти

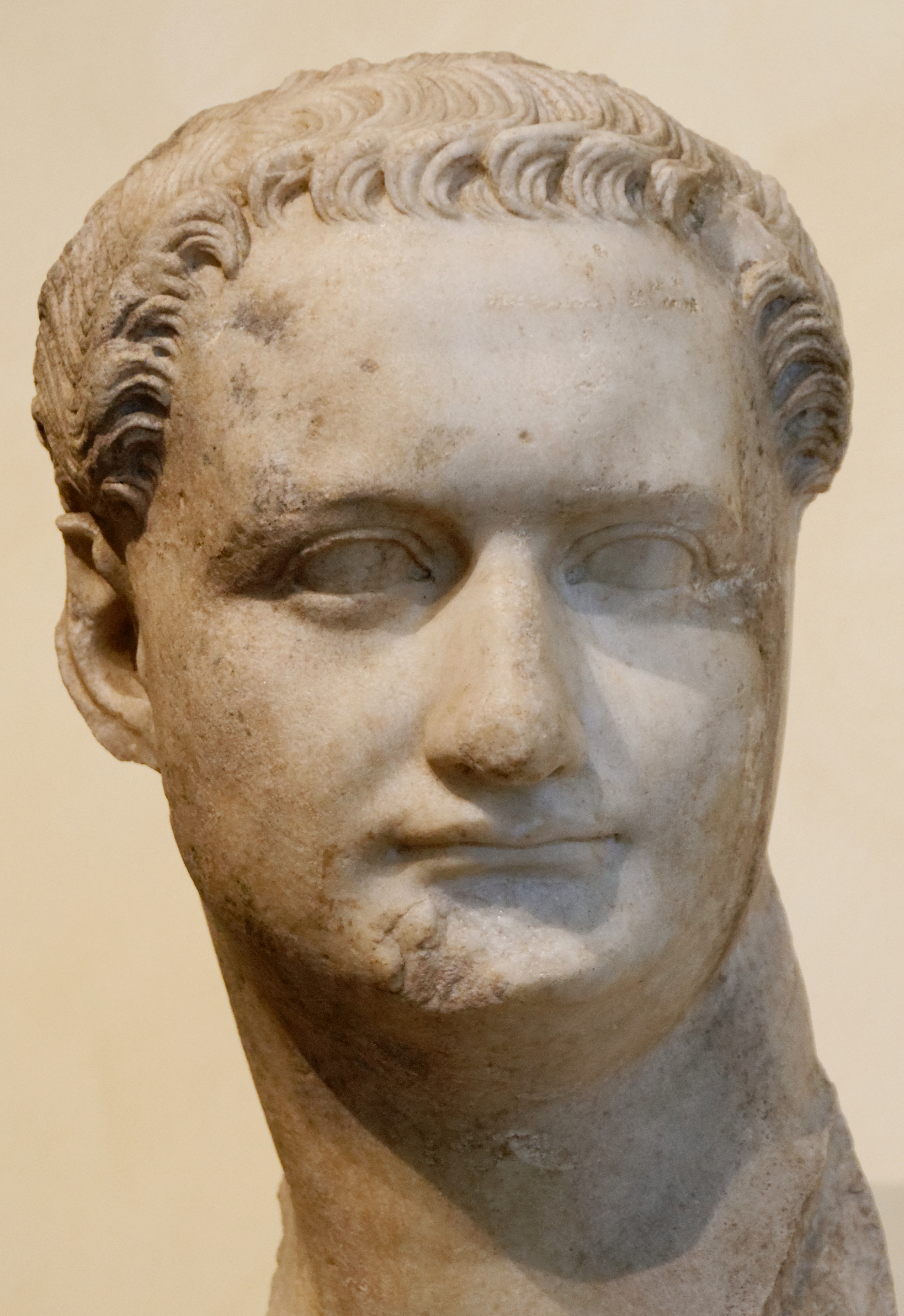
Домициан, чья гибель позволила Нерве стать императором

18 сентября 96 года Домициан был убит заговорщиками. Непосредственными исполнителями стали несколько вольноотпущенников, прислуживавших императору, но заговору сочувствовали оба префекта претория — Тит Флавий Норбан и Тит Петроний Секунд. Уже через несколько часов сенат собрался на внеочередное заседание и провозгласил новым императором Нерву. Одни исследователи объясняют этот выбор принадлежностью Марка Кокцея к аристократии, его большим политическим опытом (в том числе связанным с высшими магистратурами) и авторитетом серьёзного юриста, другие считают, что провозглашение именно Нервы — странное событие, которое невозможно объяснить, опираясь на имеющиеся источники.
Старость Марка Кокцея и отсутствие у него сыновей могут быть аргументами против того, что он был избран сенаторами, не будучи причастен к заговору. Соответствующие подозрения возникали и у античных историков, и у современных. Так, Дион Кассий пишет о наличии у Нервы причин, чтобы желать смерти Домициану: последний решил было его казнить, но какой-то астролог убедил императора, что, судя по гороскопу, Марк Кокцей в любом случае умрёт в ближайшие дни. Заговорщики, согласно тому же автору, ещё готовясь к убийству правителя, предлагали ряду сенаторов стать его преемниками. Получив от всех отказ, Нерву они убедили «без особого труда». Светоний в своей биографии Домициана не сообщает такие подробности, но у него могли быть особые соображения: он жил при Траяне и явно не хотел бросить тень на репутацию его приёмного отца. Таким образом, вполне возможно, что Нерва был как минимум проинформирован о заговоре.
В любом случае сенаторам нужно было срочно провозгласить своего императора. Возможно, они сделали это, чтобы перехватить инициативу у заговорщиков и предотвратить общую дестабилизацию обстановки. Преклонный возраст Нервы мог быть в определённом смысле плюсом: пожилой человек со слабым здоровьем казался более безопасным вариантом и рассматривался как временный компромисс между разными группами влияния. К тому же Марк Кокцей, друг Веспасиана, внушал доверие сенатскому большинству, в целом сочувствовавшему Флавиям. Согласиться принять верховную власть он мог в первую очередь потому, что не хотел повторения гражданской войны 68—69 годов, которую пережил в зрелом возрасте.
Народ отнёсся к смене власти равнодушно, а среди солдат, которые были лояльны Домициану, начались волнения. Звучали требования обожествить погибшего императора и покарать его убийц; но солдаты быстро успокоились, поскольку никто из высших офицеров их не возглавил. Тем не менее позиции нового правителя оставались шаткими. Когда распространился слух, будто Домициан выжил после покушения, Нерва так перепугался, что, по словам Псевдо-Аврелия Виктора, «потерял дар речи, изменился в лице и едва остался жив». Вскоре выяснилось, что слух ложен, и император «снова ободрился и обратился к привычным удовольствиям жизни».
Когда Нерва впервые пришёл в сенат в новом качестве, его приветствовали с большим воодушевлением: со смертью Домициана сенаторы избавились от смертельной опасности и теперь ждали от нового императора справедливого и мягкого правления. Самому Нерве следовало ждать только больших трудностей, и лучше всех это сформулировал консуляр Гней Аррий Антонин (дед Антонина Пия):

Аррий Антонин, человек остроумный и очень ему преданный, искусно представив условия жизни правителей, сказал, обняв его, что он поздравляет [с таким принцепсом] сенат, народ и провинции, но нисколько не поздравляет его самого, которому лучше было бы постоянно высмеивать плохих принцепсов, чем принять на себя не только такую тягость управления и опасностей, но ещё и подвергнуть себя суждениям как врагов, так и друзей, которые считают, что они на всё имеют право, а если чего-нибудь не получат, то становятся хуже всяких врагов.
— Псевдо-Аврелий Виктор. Извлечения о жизни и нравах римских императоров, XII, 3
На том же заседании сенаторы постановили проклясть память Домициана. Монеты с изображением убитого императора отныне перечеканивались на новые с надписями Libertas publica («свобода государства»), его изваяния уничтожались, построенные в его честь арки разрушались, а имя Домициана вычёркивалось из всех публичных записей. В ряде случаев портреты Домициана были просто переделаны, чтобы добиться сходства с Нервой; это позволило быстро создать новые изображения и уничтожить портреты умершего правителя. Огромный дворец, возведённый на Палатинском холме и известный как Дворец Флавиев, был переименован в «Дом народа», а Нерва поселился на бывшей вилле Веспасиана в садах Саллюстия.

### Начало правления

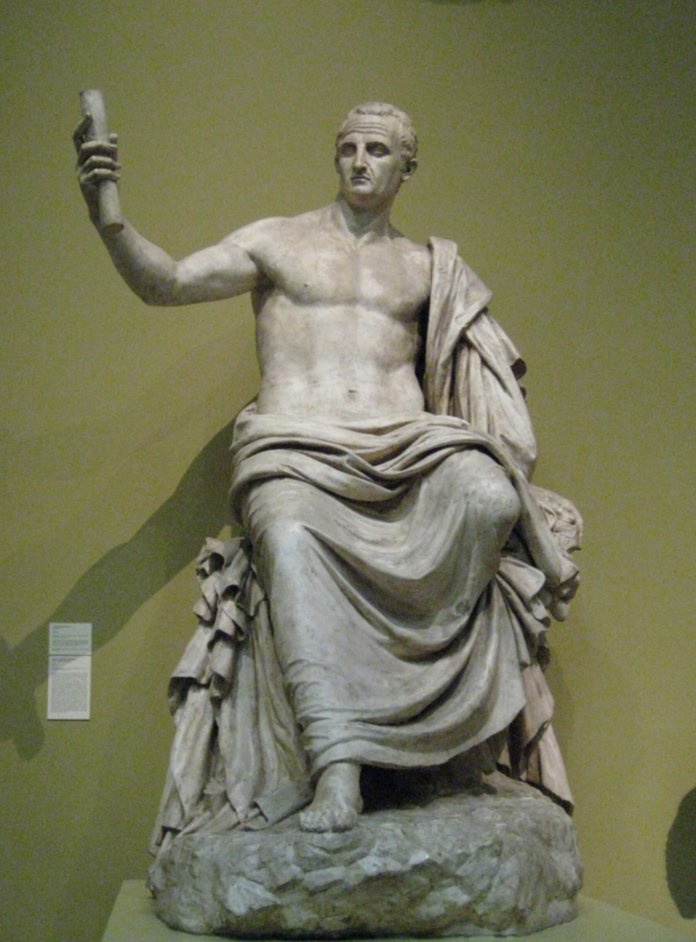
Гипсовый слепок со статуи Нервы, изображённого в образе Юпитера. ГМИИ им. А. С. Пушкина

После прихода к власти Марка Кокцея стали официально именовать Император Нерва Цезарь Август (Imperator Nerva Caesar Augustus); реже — Император Цезарь Нерва Август (Imperator Caesar Nerva Augustus). В 97 году он принял почётное прозвище Германик (Germanicus) и был провозглашён императором в изначальном смысле этого термина, так что его полным наименованием стало Imp. Nerva Caesar Aug., Germanicus, pontifex maximus, tribuniciae potestatis II, imp. II, cos. IV, pater patriae. Одна надпись называет его изначальные преномен и номен (Марк Кокцей), но это явная аномалия. Ещё одна надпись называет Нерву проконсулом, но и это ошибка: император не присваивал эту должность, поскольку за время правления ему ни разу не понадобилось покинуть Италию. Античные авторы обычно называют его просто Нерва, иногда — Кокцей Нерва или божественный Нерва.
Провозглашение Нервы сенатом могло иметь прямым следствием рост авторитета этого органа власти. Новый император торжественно поклялся, что в его правление ни один сенатор не будет предан смерти, и сдержал это слово; к тому же он не принимал важных решений, не обсудив их предварительно в сенате. Началась чеканка монет с надписью Providencia senatus («волей сената»). Нерва объявил о прекращении судебных процессов по обвинению в оскорблении величества императора и измене, очень частых при Домициане, выпустил из заключения всех подозреваемых в этом преступлении и амнистировал осуждённых. Всё имущество, неправомерно конфискованное при его предшественнике, было возвращено владельцам. Марциал в одной из своих эпиграмм описал отношение римского общества к этим переменам:

На авзонийский престол восшёл кротчайший владыка —

Нерва, и весь Геликон к нашим услугам теперь.

Стойкая Честь, Милосердье радушное, строгая Сила

Вновь появились, а Страх долгий нам тыл показал.

Рима богиня! Мольбы племена и народы возносят:

Да процветает в пример прочим твой доблестный вождь!

Благословенье душе твоей редкой и сердцу, какое

Мог бы и Нума иметь, мог бы и добрый Катон.

Щедрость, защита друзей, умножение скудных доходов,

Да и дары, что едва божия милость даёт,

Разрешены и законны. Но ты и под властью суровой

Даже в тяжёлые дни смел благодетельным быть.
— Марк Валерий Марциал. Эпиграммы. XII, 6.
Многие доносчики были в первые же дни нового правления осуждены на смерть. В их числе Дион Кассий называет некоего философа Серу, в котором исследователи видят Пальфурия Суру, упомянутого у Ювенала. Появились желающие воспользоваться сменой власти для сведения личных счётов; Плиний Младший пишет: «В первые дни после возвращения свободы каждый сам за себя, с нестройным и беспорядочным криком, привлекал к суду и карал своих недругов». Нерве пришлось, учитывая это, прекратить преследования приверженцев Домициана. В результате некоторые одиозные деятели сохранили не только жизнь и имущество, но и политическое влияние: Марк Аквилий Регул заседал в сенате как минимум до 100 года, Авл Дидий Галл Фабриций Вейентон даже стал консулом в 97 году.
Не имея надёжной опоры за пределами сената, Нерва был вынужден предпринять ряд популистских мер, чтобы завоевать симпатию горожан и солдат (к тому же и те, и другие ждали в связи со сменой правителей щедрых подарков). Император повысил конгиарий (денежные раздачи для городского плебса) до 75 денариев на человека, а солдаты, возможно, получили донатив размером до 5 тысяч денариев на каждого. В дальнейшем Нерва постарался смягчить налоговое бремя для наиболее нуждающихся римских граждан. Бедным и бездомным он приказал бесплатно предоставить наделы земли, на покупку которых было потрачено до шестидесяти миллионов сестерциев казённых денег (император даже продал часть своих владений, чтобы профинансировать этот проект). Нерва отменил пятипроцентный налог на наследство для тех случаев, когда дети наследовали родителям, ввёл ссуды италийским землевладельцам (при условии, что они будут выплачивать пять процентов от этих ссуд своим муниципалитетам на поддержку детей наиболее нуждающихся семей); создал алиментационные фонды, которые были позже расширены его преемниками Траяном, Антонином Пием и Марком Аврелием. Этими фондами заведовал префект, чаще всего представитель сенаторского сословия. Кроме того, Нерва покончил с злоупотреблениями при сборе еврейского налога. При Домициане выплачивать эту подать должны были не только те, кто открыто вёл иудейский образ жизни, но и те, кто скрывал своё иудейское происхождение. Нерва отказался от этой практики, и в связи с этим была выпущена серия монет с надписью fisci Iudaici calumnia sublata («ложные обвинения, связанные с налогом на евреев, прекращены»).

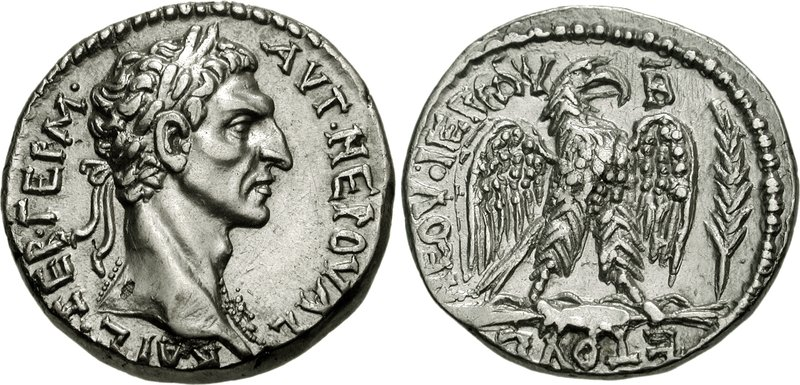
Портрет Нервы на тетрадрахме

Все эти меры, по-видимому, стоили казне огромных средств, так что императору пришлось думать над сокращением государственных расходов. Была создана специальная комиссия, которая отменила некоторые религиозные празднества и жертвоприношения, а также гладиаторские бои и гонки колесниц (впрочем, с правдивостью сообщения о запрете гладиаторских боёв согласны не все учёные); серебряные и золотые изваяния Домициана переплавлялись (воздвигать статуи из драгоценных металлов в свою честь Нерва запретил), а имущество покойного императора было выставлено на аукцион вместе с существенной частью имущества самого Нервы. Правда, Дион Кассий сообщает, что о ценах на всё это принцепс «ничуть не заботился и тем самым многих облагодетельствовал».

### Кризис и усыновление Траяна

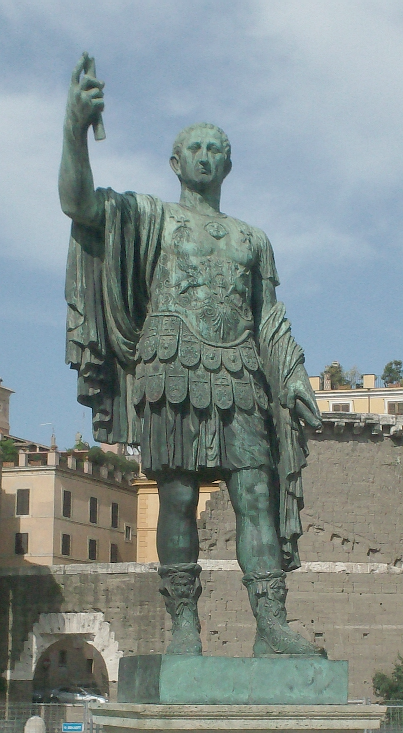
Статуя Нервы на римском форуме

Несмотря на принятые Нервой популистские меры, его режим всё ещё был непрочен. Главной причиной тому было отсутствие опоры на армию и преторианскую гвардию, сохранявшие добрую память о Домициане. Сразу после смены власти начались волнения в провинциальных армиях. Так, у Плиния Младшего есть упоминание о подготовке к мятежу какого-то командира «большой и прославленной армии» на Востоке (это мог быть наместник Сирии или Каппадокии). С этой угрозой удалось справиться, но неизвестно, как именно. В дунайских легионах вспыхнул открытый мятеж; предположительно, именно ему смог положить конец своим вмешательством Дион Хризостом.
В Риме тоже было неспокойно. Гай Кальпурний Пизон Красс Фруги Лициниан (брат приёмного сына Гальбы) в начале 97 года составил заговор и начал подбивать солдат к мятежу, обещая им щедрые раздачи в случае своего прихода к власти. Заговор этот был своевременно раскрыт, и источники сообщают об очень мягкой реакции Нервы: соблюдая данную в начале правления клятву, он всего лишь выслал Красса с женой, Агедией Квинтиной, в Тарент, хотя «сенаторы упрекали его в снисходительности».
Более опасным оказалось выступление преторианской гвардии. При Домициане она после некоторого перерыва снова получила самостоятельное значение, а потому гвардейцам было сложнее, чем солдатам провинциальных армий, смириться с безнаказанностью убийц императора. К тому же один из двух префектов претория, причастных к заговору, Тит Флавий Норбан, умер, и Нерва принял неудачное кадровое решение: назначил на его место Касперия Элиана, уже занимавшего эту должность при Домициане (в 84—94 годах). Элиан использовал высокий пост, чтобы поднять открытый мятеж: осенью 97 года возглавленные им преторианцы осадили императорский дворец и фактически взяли Нерву в заложники. Это был не переворот, а попытка оказать давление на императора: гвардейцы потребовали выдать им на расправу убийц Домициана. По словам Диона Кассия, «Нерва воспротивился им столь решительно, что даже обнажил свою ключицу и подставил горло». Псевдо-Аврелий Виктор пишет, что император во время этих событий «так перепугался, что не смог удержать рвоты и испражнений, но все же сильно сопротивлялся, говоря, что лучше ему умереть, чем уронить авторитет власти, выдав помогавших ему достигнуть её». Но выдать этих людей, Тита Петрония Секунда и бывшего камергера Домициана Парфения, ему всё-таки пришлось. Петрония преторианцы сразили одним ударом, а Парфению «сначала отрезали половой орган, бросили ему в лицо [и] потом его задушили». Нерве после этого пришлось произнести перед народом речь, в которой он благодарил преторианцев за эту расправу.
Теперь стало очевидно, что у Нервы недостаточно сил, чтобы удержать власть и сохранить стабильность внутри империи; особенно уязвимым делало императора отсутствие официального преемника при том, что Нерва был стар и не отличался хорошим здоровьем. Марку Кокцею нужен был такой наследник, которому были бы лояльны и народ, и армия. Поэтому он отверг кандидатуры своих родственников и решил сделать преемником одного из видных военачальников. Возможно, какое-то время он считал подходящим на эту роль наместника Сирии Марка Корнелия Нигрина Куриация Матерна, но в конце концов был выбран Марк Ульпий Траян, правивший Верхней Германией.

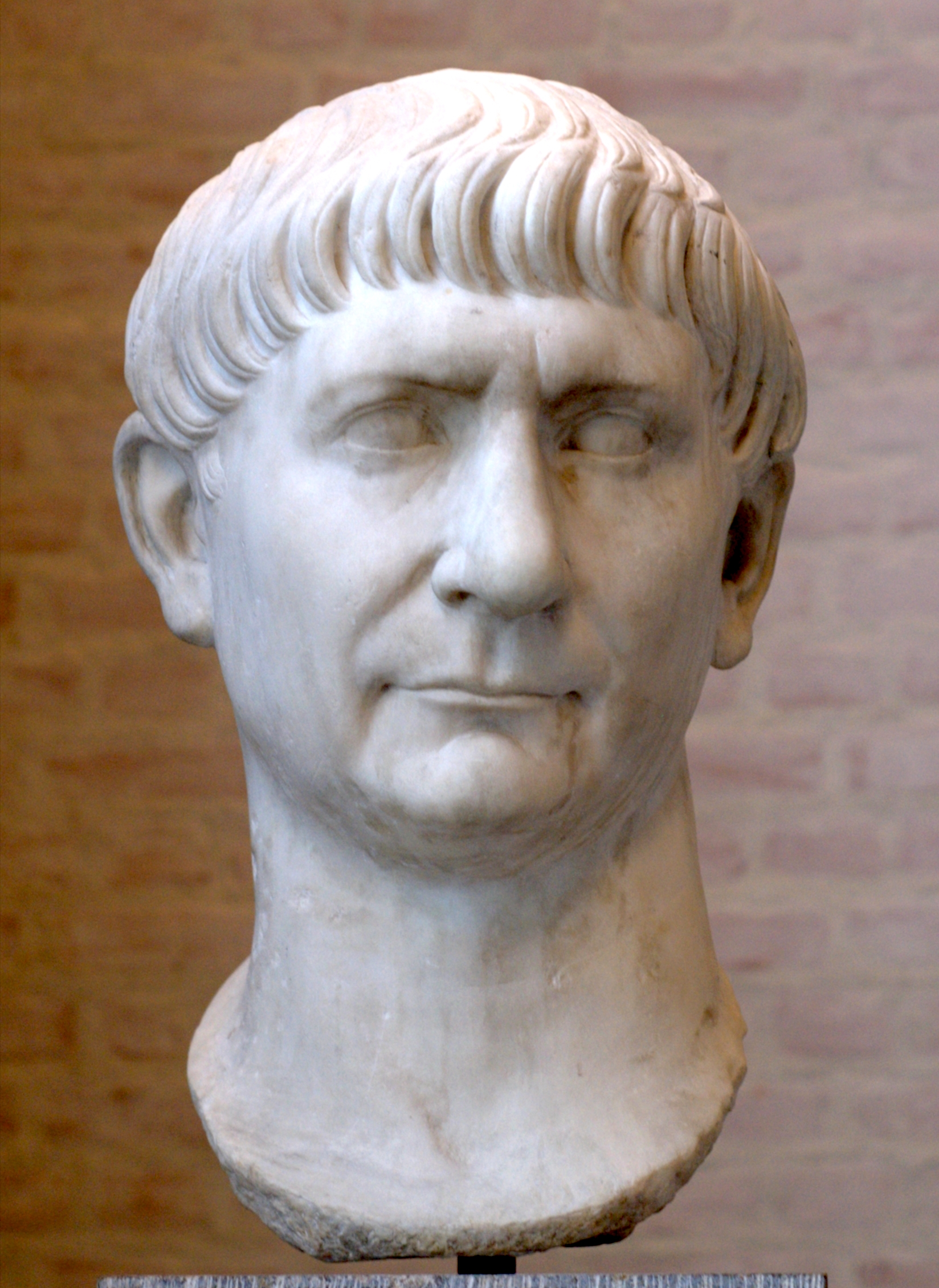
Бюст Траяна

Решающими факторами при этом выборе могли стать популярность Траяна в армии и его связи. Марк Ульпий сделал карьеру «из низов», от простого легионера, и был способным военачальником, так что солдаты его любили. Он командовал одной из сильнейших воинских группировок империи, верхнегерманскими легионами, а наместником Нижней Германии с её тремя легионами был его ближайший друг Луций Лициний Сура. Ещё один друг Траяна, Квинт Глитий Агрикола, правил Верхней Мёзией, и под его началом были ещё три легиона; наконец, у Траяна были близкие отношения с наместниками Сирии и Каппадокии, а также предположительно с наместниками Нижней Мёзии и Британии. Таким образом, усыновление Марка Ульпия гарантировало Нерве лояльность большей части ключевых провинций с их пограничными армиями. Наконец, Траян был относительно молод и полон сил.
Нерва проигнорировал провинциальное происхождение Траяна, который был уроженцем Бетики, «ибо он считал, что надлежит смотреть на доблесть человека, а не на место его рождения». Вскоре после преторианского мятежа, в сентябре 97 года, император объявил об усыновлении Траяна под именем Нерва Цезарь. 25 октября была проведена формальная процедура усыновления, после которой Марк Ульпий получил титул Цезаря, консулат на 98 год (совместный с Нервой), полномочия народного трибуна и проконсульскую власть над всей Римской Германией, став таким образом фактическим соправителем Нервы. Дион Кассий пишет, что, уведомляя Траяна обо всём этом, император направил ему письмо со строкой из «Илиады» «Слёзы мои отомсти аргивянам стрелами твоими!»; некоторые исследователи допускают, что это вымышленный эпизод.

### Последние месяцы
Узнав о своём усыновлении, Траян остался на рейнской границе, так что Нерва до своей смерти был единственным носителем верховной власти в столице. Применительно к этому времени есть три свидетельства источников о пограничных конфликтах. В день усыновления Траяна римляне получили весть о какой-то победе, одержанной на берегах Дуная (по словам Плиния Младшего, «лавровая ветвь была посвящена Юпитеру Капитолийскому»); одна из надписей времён Нервы упоминает войну со свебами (bellum suebicum); наконец, в конце 97 года и Нерва, и Траян получили почётное прибавление к имени — Германик. Возможно, во всех трёх случаях речь идёт об одних и тех же событиях — о победе над германским племенем свебов, одержанной в Паннонии.
Античные авторы упоминают ряд законов Нервы помимо тех, что были связаны с оздоровлением финансово-экономической системы. В частности, император запретил браки между дядей и племянницей (они были разрешены в 49 году Клавдием) и запретил господам кастрировать рабов. Относительно последнего закона существует мнение, что такой запрет был введён ещё при Домициане, а Нерва расширил сферу его применения. Дигесты сообщают, что согласно закону Нервы человек, отдавший своего раба на кастрацию, терял половину имущества.
Из-за краткости своего правления Нерва уделил относительно немного внимания общественным работам; он только заканчивал проекты, начатые при Флавиях. В частности, продолжились ремонт дорог и расширение акведуков. Последней программой руководил консуляр Секст Юлий Фронтин, положивший конец злоупотреблениям в этой сфере и позже опубликовавший обширный труд о водоснабжении Рима. В связи с увеличением поставок зерна в столицу Нерва организовал строительство большого зернохранилища, получившего название Horrea Nervae. Был достроен малый императорский форум, названный форумом Нервы (он связал форум Августа и Храм мира). При Нерве появилась дорога, связавшая Неаполь и Путеоли в Кампании, велось дорожное строительство в Паннонии, Малой Азии, Африке, Испании.
Военная деятельность Нервы ограничивалась созданием ветеранских колоний в Африке (эту практику позже продолжил Траян). Некоторые подразделения вспомогательных войск получили наименования в его честь — Nervia или Nerviana.
1 января 98 года, в начале своего четвёртого консульства, Нерва перенёс инсульт во время одной из частных аудиенций. Вскоре после этого у него началась лихорадка, и он скончался 25 января на своей вилле в садах Саллюстия. По решению сената покойный был обожествлён, а его прах похоронили в мавзолее Августа. Переход власти к Траяну прошёл без каких-либо инцидентов. Плиний Младший сообщает, что Траян построил храм в честь приёмного отца, но следы этого храма так и не были обнаружены. Спустя десять лет была выпущена серия монет, посвящённая божественному Нерве.

## Внешность и личные качества

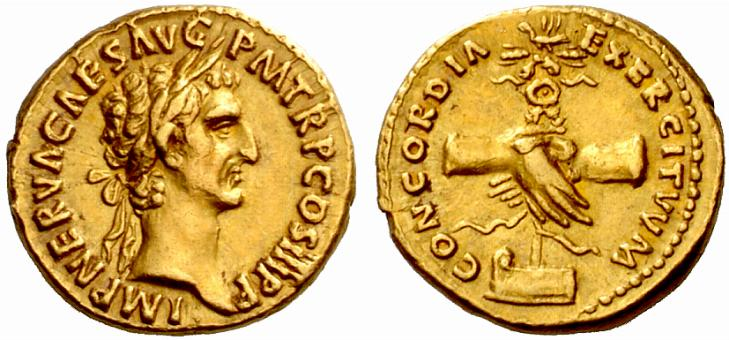
Ауреус с портретом Нервы

Аврелий Виктор называет Нерву мудрым, сдержанным и проницательным. По словам Евтропия, Нерва был «муж в частной жизни умеренный и энергичный». К моменту получения верховной власти Марк Кокцей был пожилым и болезненным человеком, что могло отражаться на ведении им дел. Известно, что он «страдал пристрастием к вину».
На статуях и монетах император предстаёт как худой человек с близко посаженными глазами, крючковатым носом и длинной шеей. Наиболее известная сохранившаяся статуя Нервы — это его изваяние в образе Юпитера Громовержца, сидящего на троне. Его поднятая рука, выдвинутая вперёд, и несколько отставленная в сторону нога вместе по системе перекрёстного равновесия создают впечатление свободного и широкого движения в пространстве. Тяжёлые и глубокие складки императорской тоги усиливают впечатление объёмности скульптуры благодаря контрасту света и тени. По лицу видно, что это уже немолодой и усталый человек. Контраст между головой престарелого правителя и могучим телом бога объясняется тем, что римляне стремились сочетать героизацию образа с индивидуальной трактовкой портрета.

## Личная жизнь
В источниках ничего не сообщается о гипотетических жене и детях Нервы. Исходя из этого, исследователи достаточно уверенно предполагают, что их не было. Дион Кассий сообщает о каких-то дальних родственниках, которым Марк Кокцей теоретически мог передать свою власть вместо того, чтобы усыновлять Траяна. Известно, что у Нервы был племянник Луций Сальвий Отон Кокцейан (сын сестры), но он был казнён ещё при Домициане.

## Оценки личности и деятельности
Для античных авторов Нерва неизменно является примером хорошего и справедливого правителя, с которым были связаны позитивные изменения в римском обществе. Так, Тацит в предисловии к биографии Гнея Юлия Агриколы пишет, что в своё правление Нерва «совокупил вместе вещи, дотоле несовместимые, — принципат и свободу». Спустя почти столетие захвативший императорскую власть Септимий Север счёл необходимым прибегнуть к фиктивному усыновлению, чтобы возводить свою родословную к Нерве; его сын Каракалла включил когномен Нерва в своё полное имя, а Александр Север называл себя потомком Марка Кокцея.
Основываясь на положительных оценках в источниках, историк Эдвард Гиббон в своём труде «История упадка и разрушения Римской империи» называет Нерву первым из пяти хороших императоров, при которых Римская империя «управлялась абсолютной властью под руководством мудрости и добродетели». Впрочем, даже Гиббон отмечает, что по сравнению с его преемниками и предшественниками Нерве не хватало опыта для успешного правления:
«Едва приняв корону из рук убийц Домициана, Нерва понял, что ввиду своих преклонных лет он уже не в силах обуздать разгул общественной смуты, которую породили долгие годы тиранической власти его предшественника. Добропорядочные люди оценили его мягкость; но римских бунтарей и сорвиголов сдержать можно было лишь твёрдой рукой, суровым правосудием, которое вселило бы ужас в провинившихся».

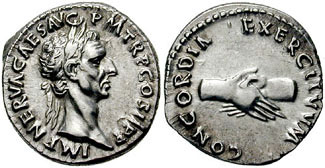
Денарий с портретом Нервы

Современные исследователи характеризуют Нерву как полного благих намерений, но слабого и неэффективного правителя. Римский сенат при нём получил былые привилегии, но неумелое руководство Нервы финансами и нехватка авторитета у солдат в конечном счёте привели империю к кризису. Только назначение Траяна наследником увеличило его поддержку. Историк Чарльз Лесли Мьюрисон приходит к выводу, что Нерва не подходил для роли императора: он был скорее «человеком камерного плана» и чувствовал себя более уверенно в рамках небольшой группы, «где его взвешенный и спокойный подход к решению вопроса производил на людей нужное впечатление». Нерва оказался беспомощным правителем, и его деятельность, по мнению Мьюрисона, — яркая иллюстрация к тому, что сейчас называют «принципом Питера».
В целом правление Нервы оценивается как переходный период между тиранией Домициана и «золотым веком» Антонинов. В связи с этим антиковеду С. Платнеру показался красноречивым такой факт: единственное сооружение, построенное при Нерве, — это названный в его честь форум, имевший также другое название — Переходный форум (лат. Forum Transitorium).
Убийство Домициана и провозглашение императором Нервы считается в историографии результатом затянувшегося противостояния между Флавиями и сенатом, имевшего причиной с одной стороны недовольство нобилитета усилением династического принципа, а с другой — усиление представительства в сенате провинциальной знати. Начиная с Нервы, императоры сотрудничают с сенатом и в подтверждение этого клянутся, принимая власть, что не будут казнить сенаторов. Примеру Нервы в этом отношении последовали Траян и Адриан.
Гиббон считал, что Нерва установил новую традицию наследования, но следующие поколения историков отнеслись к этому скептически: выбрав «из лучших» приёмного сына и наследника верховной власти и совместив таким образом условно республиканский принцип с династическим, Марк Кокцей повторил опыт Гальбы, но существенно более удачно. Как императора, провозглашённого сенатом, Нерву ставят в один ряд с Тиберием и Титом. При этом противостояние армии он фактически проиграл.